# Hyophorbe amaricaulis
Hyophorbe amaricaulis Mart. è una pianta appartenente alla famiglia delle Arecaceae, che si trova esclusivamente sull'isola di Mauritius. Ne esiste solo un singolo esemplare sopravvissuto documentato nei giardini botanici di Curepipe a Curepipe.

## Descrizione

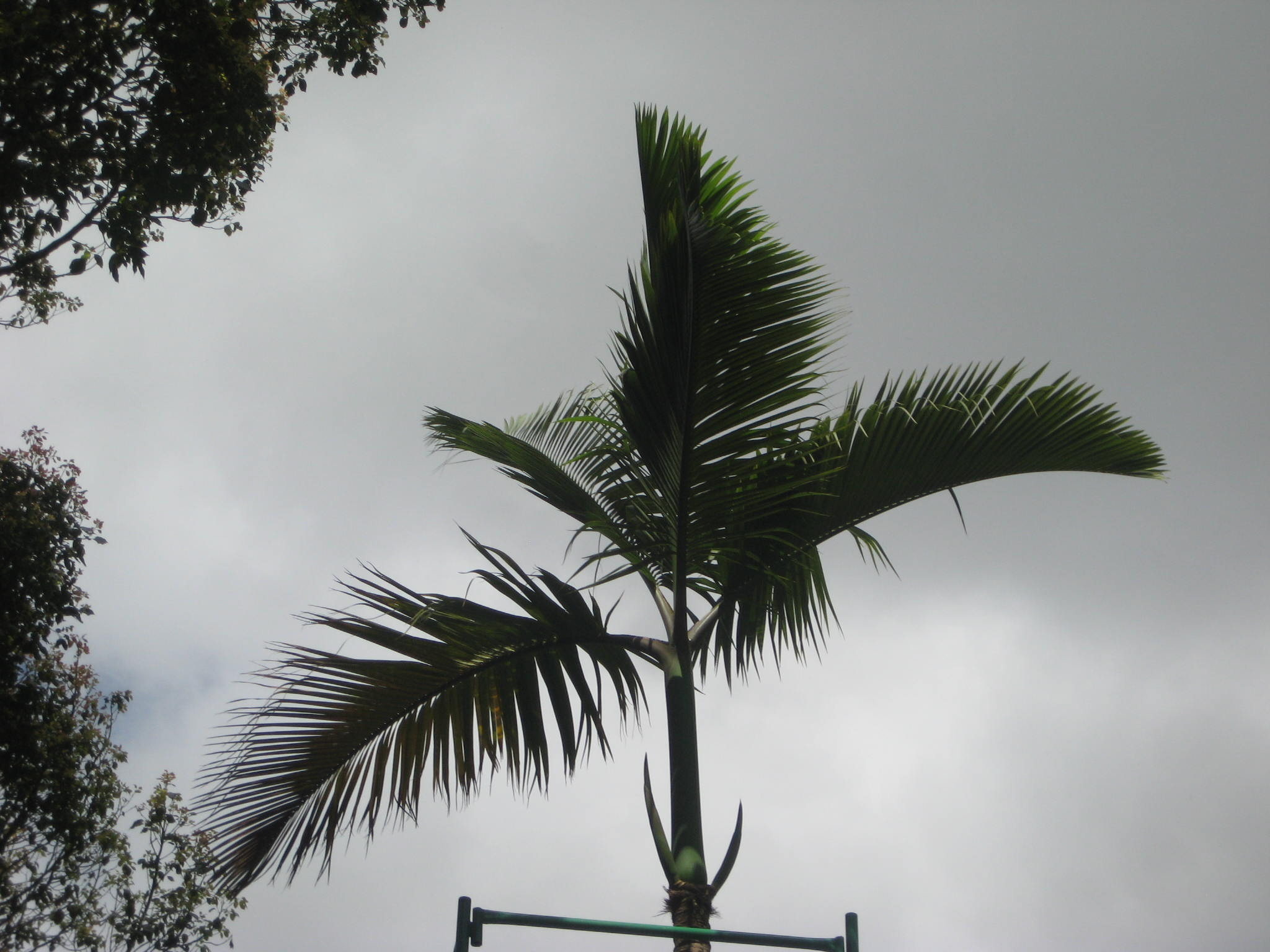
Foglie di H. amaricaulis

La palma raggiunge circa 12 m di altezza con un tronco grigio relativamente sottile con una corona cerosa.
È imparentata con la palma bottiglia e la palma fuso. Si dice che assomigli alla varietà verde di H. indica, un'altra specie di palma Hyophorbe che non sviluppa un tronco gonfio.
Si riporta che H. amaricaulis produce fiori di colore bianco-crema in un'infiorescenza ramificata. I suoi frutti misurano circa 3,8 cm di lunghezza e sono di un colore rosso opaco, ma anni e anni di sforzi non hanno prodotto una prole fertile.
Uno studio del 2010 ha segnalato la germinazione riuscita in vitro (isolando e coltivando embrioni estratti dai semi in coltura tissutale). Le giovani piantine verdi crebbero per circa tre mesi ma poi morirono.

## Distribuzione e habitat
Questa specie è una delle nove specie di palma autoctone di Mauritius e una delle sette palme endemiche.
Nel 1700 questa specie di palma venne descritta a partire da esemplari prelevati dal monte Pieter Both, dove pare fosse all'epoca molto diffusa.
Attualmente, esiste solo un singolo esemplare nei giardini botanici di Curepipe, e non si sa se questo esemplare sia stato piantato o se fosse un sopravvissuto della popolazione selvatica della zona che è stata inclusa quando i giardini sono stati istituiti.